# Ýalkym Gazojak
Ýalkym Gazojak (turkm. «Ýalkym» futbol kluby, Gazojak) – turkmeński klub piłkarski, mający siedzibę w mieście Gazojak na północy kraju.
W sezonie 1997/98 występował w Ýokary Liga.

## Historia
Chronologia nazw:
- 1994: Ýalkym Gazojak (ros. «Ялкым» Газаджак)

Piłkarski klub Ýalkym Gazojak został założony w miejscowości Gazojak w 1994 roku. Występował w Pierwszej Lidze. W sezonie 1997/98 debiutował w rozgrywkach Wyższej Ligi Turkmenistanu, jednak w rundzie kwalifikacyjnej zajął 8 miejsce i nie przebił się przez sito do grupy mistrzowskiej. Potem klub występował z przerwami w Pierwszej Lidze.

## Sukcesy

### Trofea międzynarodowe
Nie uczestniczył w rozgrywkach azjatyckich (stan na 31-12-2015).

### Trofea krajowe
Turkmenistan
| \| \| Zdobyte trofea w rozgrywkach Turkmenistanu (stan na: 31-12-2015) \| |                                                                  |      |          |
| Rozgrywki                                                                 | Osiągnięcie                                                      | Razy | Sezon(y) |
| Mistrzostwo                                                               | I miejsce                                                        | 0    |          |
| Mistrzostwo                                                               | II miejsce                                                       | 0    |          |
| Mistrzostwo                                                               | III miejsce                                                      | 0    |          |
| Mistrzostwo                                                               | 8. miejsce                                                       | 1    | 1997/98  |
| Puchar                                                                    | zdobywca                                                         | 0    |          |
| Puchar                                                                    | finalista                                                        | 0    |          |
| Puchar                                                                    | 1/16 finału                                                      | 1    | 1994     |
| II liga                                                                   | I miejsce                                                        | ?    | ?        |
| II liga                                                                   | II miejsce                                                       | ?    | ?        |
| II liga                                                                   | III miejsce                                                      | ?    | ?        |
| Turkmenistan                                                              | Zdobyte trofea w rozgrywkach Turkmenistanu (stan na: 31-12-2015) |      |          |

## Stadion
Klub rozgrywa swoje mecze domowe na stadionie Sport toplumy w Gazojaku, który może pomieścić 1 000 widzów.

## Inne
- Gazçy Gazojak